# Bishop Hills
Bishop Hills es un pueblo ubicado en el condado de Potter en el estado estadounidense de Texas. En el Censo de 2010 tenía una población de 193 habitantes y una densidad poblacional de 238,08 personas por km².

## Geografía
Bishop Hills se encuentra ubicado en las coordenadas 35°15′41″N 101°57′7″O / 35.26139, -101.95194. Según la Oficina del Censo de los Estados Unidos, Bishop Hills tiene una superficie total de 0.81 km², de la cual 0.81 km² corresponden a tierra firme y (0%) 0 km² es agua.

## Demografía
Según el censo de 2010, había 193 personas residiendo en Bishop Hills. La densidad de población era de 238,08 hab./km². De los 193 habitantes, Bishop Hills estaba compuesto por el 94.82% blancos, el 1.55% eran afroamericanos, el 1.04% eran amerindios, el 0% eran asiáticos, el 0% eran isleños del Pacífico, el 2.59% eran de otras razas y el 0% pertenecían a dos o más razas. Del total de la población el 7.77% eran hispanos o latinos de cualquier raza.